# ワールド・アパートメント・ホラー
『ワールド・アパートメント・ホラー』は1991年4月5日公開の日本映画、およびそれをコミカライズした今敏の漫画とそれを収録した短編集のタイトル。

## 概要
漫画家・大友克洋が監督を務めた一作目の実写映画。大友は、すでに自身の漫画をアニメ映画化した『AKIRA』で映画監督デビューしていたが、実写の監督を務めたのは本作が初めてのことだった。
原案は、大友が実写を撮るということで、漫画アシスタントを務めたことのあるアニメ監督の今敏が提供した。今の「外国人だけが住んでいるアパートがヤクザの地上げにあう」というアイデアを元に、大友が当時話題に上がることの多かった外国人の不法滞在やホラーの要素を加えて話を膨らませていった。脚本は大友と信本敬子が担当した。

## あらすじ
ヤクザの舎弟が、兄貴分の籠っている新宿のボロアパートの一室を訪れる。そこには多くのアジア系外国人が入居していた。舎弟の恋人も加わり、幽霊騒動が起こる。

## キャスト
- 一太: 田中博樹（SABU）
- ヒデ: 中村ゆうじ
- 美咲: 中川喜美子
- 国分: 清水宏
- 花井: 南雲勇助
- 和男: 出川哲朗
- 正二: 小松幸作
- 張（チャン）: 翁華栄
- マハムッド: アハメッド・アブド・ザイード
- カーラ: モジョ・ムスタファ
- ホセ: ジェリー・パンギリナン
- シャンドラ: ジャズ・カッツ
- 王: 李大清
- 黄: チャン・ミャオ
- 呉: 張明健
- 林: 章継叶
- 組員1: 柳井真
- 組員2: 仁茂田建

## スタッフ
- 監督: 大友克洋
- 原案: 今敏
- 脚本: 大友克洋、信本敬子
- 撮影: 篠田昇
- 美術: 細石照美
- 音楽: 埜邑紀見男
- 照明: 渡邊孝一
- 録音: 弦巻裕
- 編集: 鈴木歓
- 助監督: 緒方明
- スチール: 古賀慎二
- 制作担当: 久保淳
- 音楽プロデューサー: 石川光
- プロデューサー: 大崎裕伸、加藤悦弘、風間康久
- 企画: 肥田光久
- 制作: エンボディメント・フィルムズ
- 製作協力: クォーターフラッシュ
- 企画・製作: アニプレックス

## 漫画
原案の今敏がコミカライズ作品を講談社『ヤングマガジン』で連載後、それを表題作とした短編集『ワールド アパートメント ホラー』に収録。
- 今敏『ワールド アパートメント ホラー』（講談社KCデラックス、1991年8月1日発売）ISBN 4-06313-241-2
  - ワールド アパートメント ホラー（原作/大友克洋・今敏・信本敬子）（ヤングマガジン1991年第14〜第18号掲載）
  - お客様（ヤングマガジン増刊海賊版 1987年第12号掲載）
  - わいら（ヤングマガジン増刊海賊版 1988年第3号掲載）
  - JOYFUL BELL（ヤングマガジン1989年第1号掲載）